# ジェイ・ラッシュ
ジェイ・ラッシュ（Jay Laurence Lush, 1896年1月3日 - 1982年5月22日）は、アメリカ合衆国の農学者、生物学者。動物遺伝学の草分けである。家畜育種に重要な貢献を残し、「近代育種学の父」と呼ばれることがある。ラッシュは1968年にアメリカ国家科学賞、1979年にウルフ賞農業部門を受賞した。

## 経歴
アイオワ州シャンボー出身。カンザス州立農業大学（現在のカンザス州立大学）で畜産を学んでいた時に数学と遺伝学の教育を受けた。1918年にカンザス州立大学で修士号、1922年にウィスコンシン大学マディソン校で博士号を取った。
ラッシュは、家畜の外貌だけではなく、量的統計学や遺伝的な情報に基づいた家畜育種の手法を提唱した。1937年には、古典的な'Animal Breeding Plans' という著書を著し、世界中の家畜育種業界に影響を与えた。
1930年から1966年にかけてアイオワ州立大学の教授を務め、1967年に全米科学アカデミーに選ばれた。
ラッシュは、アメリカ酪農学会から酪農生産の研究でボーデン賞を、アメリカ畜産学会から家畜の遺伝育種分野でアーマー賞とモリソン賞を受賞した。